# Jochen Holzer
Jochen Holzer (* 6. Oktober 1934 in München; † 13. Februar 2019) war ein deutscher Industriemanager, der Vorstandsvorsitzender des Bayernwerkes war und nach der Fusion des Bayernwerkes mit der VIAG Aufsichtsratsvorsitzender sowohl der VIAG als auch der Bayernwerk AG.

## Leben
Jochen Holzer absolvierte nach dem Abitur eine Lehre bei Siemens zum Industriekaufmann (Stammhauslehre) und studierte im Anschluss Volkswirtschaftslehre an der Universität Erlangen-Nürnberg. Er promovierte zum Dr. rer. pol. mit einer Arbeit über die Elektrifizierung in Entwicklungsländern. Nach der Promotion arbeitete Holzer ab 1961 im Bundeswirtschaftsministerium, in dem er verschiedene Stationen durchlief: zunächst begann er dort als „Hilfsreferent“ in einem Referat, dessen Leiter damals Ludwig Erhard war. Zwischen 1966 und 1968 war er „Persönlicher Referent“ der Staatssekretäre Fritz Neef und Klaus von Dohnanyi. Später war er Referatsleiter für Energiepolitik und ab 1970 Referatsleiter für Luft- und Raumfahrt.
Seit 1971 war er Leiter der Hauptabteilung Finanzen bei der Bayernwerk AG. Von 1990 bis 1993 war er Vorstandsvorsitzender der Bayernwerk AG. In den 1990er Jahren überzeugte er die bayerische Regierung, das Bayernwerk zu privatisieren und mit der Industrieholding VIAG zu fusionieren. Holzer wurde Sprecher des Aufsichtsrats; 1998 legte er fast alle Ämter nieder. Bis 2003 war er Mitglied im E.ON-Aufsichtsrat.
Von 1998 bis 2001 war er Vorsitzender des Hochschulrats an der Technischen Universität München, wo er maßgeblich an der Gründung der TUM School of Management (Fakultät für Wirtschaftswissenschaften) und an der Umsetzung mehrerer richtungsweisender Reformmaßnahmen beteiligt war (u. a. Strukturreform des Life Science-Campus Weihenstephan, Digitalisierung der Verwaltungsprozesse, Leistungsbezogene Mittelallokation).

## Ehrungen und Auszeichnungen
- Bayerischer Verdienstorden
- Verdienstkreuz 1. Klasse des Verdienstorden der Bundesrepublik Deutschland (1989)
- Großes Ehrenzeichen für Verdienste um die Republik Österreich
- Staatsmedaille für besondere Verdienste um die bayerische Wirtschaft
- Ehrensenator der Technischen Universität München (1997)
- Ehrenbürger der Gemeinde Wackersdorf

## Schriften
- Die Elektrifizierung in Entwicklungsländern, Erlangen 1961 (Dissertation)
- Wiederaufarbeitungsanlage Wackersdorf Evangelische Akademie Tutzing 1986
- Kernenergie in Europa, Bonn : INFORUM, Verlags- und Verwaltungsgesellschaft 1992